# 安成镇
安成镇，是中华人民共和国安徽省淮南市田家庵区下辖的一个乡镇级行政单位。

## 行政区划
安成镇下辖以下地区：
泉山社区、安成社区、徐圩社区、下陈社区、黑泥社区、辛东社区、上郭社区、林王村、陆塘村、王巷村、沿淮村、廖湾村、连岗村和石头埠村。